# جان هرت
سر جان وینسنت هرت (به انگلیسی: Sir John Vincent Hurt) (زاده ۲۲ ژانویه ۱۹۴۰ – درگذشته ۲۷ ژانویه ۲۰۱۷) بازیگر انگلیسی بود. او با بازی در فیلم مردی برای تمام فصول به شهرت رسید (در نقش ریچارد ریچ، مرد جوانی که در دادگاه شهادت دروغ می‌دهد). هرت در طول دوران حرفه‌ای خویش، دو بار نامزد دریافت جایزه اسکار و یک بار نامزد جایزه گولدن گلوب و چهار جایزه بفتا شد.

## گزیدهٔ نقش‌آفرینی‌ها
- مردی برای تمام فصول - (۱۹۶۶)
- مرد فیل‌نما - (۱۹۸۰)
- تاریخ جهان، قسمت ۱ - (۱۹۸۱)
- شریک - (۱۹۸۲)
- قهرمانان- (۱۹۸۴)
- هزار و نهصد و هشتاد و چهار - (۱۹۸۴)
- موفقیت بهترین انتقام است (۱۹۸۴)
- مرد مرده - (۱۹۹۵)
- تماس - (۱۹۹۷)
- ارواح گمشده (۲۰۰۰)
- هری پاتر و سنگ جادو (۲۰۰۱)
- مالک ماهونی (۲۰۰۳)
- خاطرات آلن کلارک (۲۰۰۴)
- هری پاتر و جام آتش (۲۰۰۵)
- شاه کلید - (۲۰۰۵)
- قصه یک آدمکش - (۲۰۰۶)
- وی مثل وندتا - (۲۰۰۶)
- بیگانه- (۲۰۰۸)
- ایندیانا جونز و قلمرو جمجمه بلورین - (۲۰۰۸)
- هری پاتر و یادگاران مرگ– قسمت اول (۲۰۱۰)
- هری پاتر و یادگاران مرگ– قسمت دوم (۲۰۱۱)
- ماشین جین منسفیلد (۲۰۱۲)
- فقط عاشقان زنده می‌مانند - (۲۰۱۳)
- برف‌شکن - (۲۰۱۳)
- مرلین
- اعتراف
- بیگانه
- پسر جهنمی
- دکتر هو
- ماندولین کاپیتان کارولی
- پسر جهنمی ۲
- راب روی
- شلیک به سگ‌ها
- بلای سفید
- حتی دختران گاوچران هم نغمه‌های بلوز را می‌فهمند
- قصه‌گو
- هزارتو
- فرانکشتاین نامحدود
- رسوایی
- ضربه

## جوایز
بفتا:
- کاندیدای بهترین بازیگر مکمل مرد برای فیلم  The Field در سال ۱۹۹۰